# History 2
History 2 (prescurtat H2) este un post de televiziune american de cablu digital și satelit ,deținut de A&E Television Networks. Canalul difuzează documentare și programe de divertisment. H2 oferă peste 200 de ore de programe originale. Există și H2 HD, varianta High-Definition a acestui canal, difuzată in diverse țări.

## Istoric
În trecut H2 se numea History International (1996-2011). Canalul difuza în principal programe și oferte speciale axate pe istoria lumii. Pe 26 septembrie 2011, canalul a fost rebranduit ca H2, iar programele oferite au fost reorientate sș spre alte nișe (de exemplu reality, știință etc.).

## Internațional
La 27 august 2012 H2 s-a lansat în Canada. Pe 14 iunie 2013 canalul s-a lansat și în Asia de Sud-Est. La 28 octombrie 2014 H2 s-a lansat în Polonia.